# 固定低音变奏
固定低音变奏是指建立在固定低音基础上的一系列变奏曲。
固定低音变奏最典型的是帕萨卡里亚和恰空，这两种都是来自于西班牙的慢速三拍子舞曲，它们作为乐曲的名称经常被混用，因而区别这两个概念的意义并不大。帕萨卡里亚固定的是低音声部的旋律，所以称之为固定低音变奏更为确切；而恰空则固定主题的和声以及和声进行的序列，具体的旋律是可以改变的，恰空经常被学院式的称为固定和声变奏，但其差異甚少。
在固定低音变奏曲中，低音部旋律基本保持不变，它的每一次重复，上方声部的和声和织体，都会产生变化，并和低音声部形成对位。固定低音变奏就是低音声部固定，而对上方的旋律及和声作变奏，不变的固定低音可以参与或不参与变奏。上面的声部主题旋律可以做变化，可以加装饰，也可以多个声部形成在固定低音之上的卡农，有时候，固定低音被作为固定不变的旋律在上面声部中出现，成为定旋律，而其他声部则作为伴奏或形成对位。
固定低音变奏出现于17世纪，在巴洛克时期的音乐创作中被广泛使用。在英国，歌剧中经常出现恰空结构的器乐曲甚至是人声的咏叹调，例如珀塞尔的歌剧《狄朵与阿涅亚斯》里面狄朵临死前的咏叹调；德国的比伯有使用固定低音变奏创作小提琴曲的先例。直至巴赫写出“在一把小提琴上呼唤整个宇宙”的恰空、管风琴的帕萨卡里亚、康塔塔大量的固定低音变奏。19世纪，勃拉姆斯的第4交响曲末乐章使用了固定低音变奏的手法，以求得奏鸣曲式主部副部对立的戏剧性之外的发展乐曲的可能性。20世纪，有布里顿歌剧《彼得·格莱姆斯》中提纲掣领的海之间奏曲、萧斯塔科维奇的交响曲、韦伯恩如水晶般透明的帕萨卡里亚。